# Стацоне-Крочета (Месина)
Стацоне-Крочета је насеље у Италији у округу Месина, региону Сицилија.
Према процени из 2011. у насељу је живело 147 становника. Насеље се налази на надморској висини од 811 м.